# Estrecho de Nueva Georgia

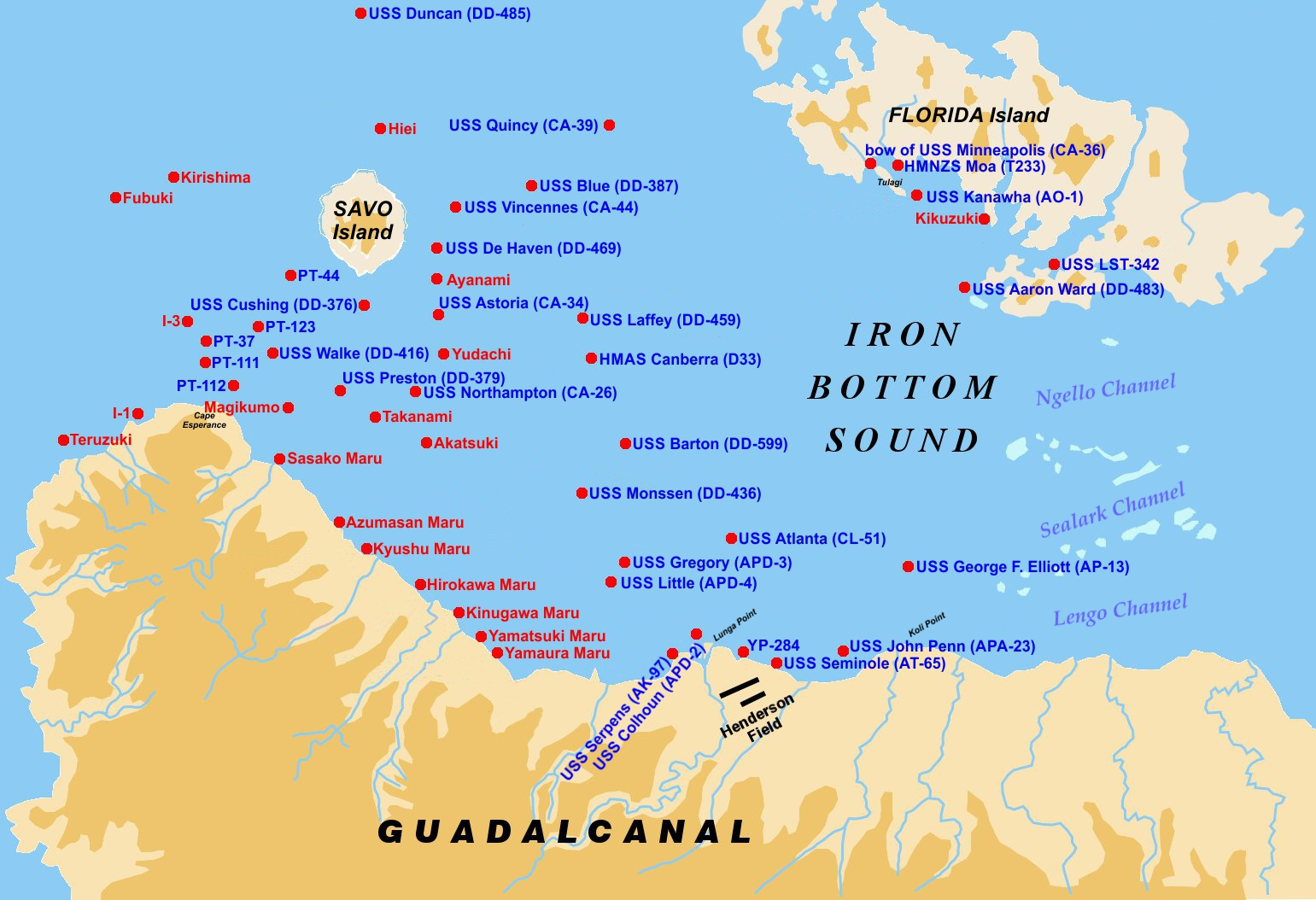
Hundimientos de buques de guerra frente a la isla de Guadalcanal durante los enfrentamientos de la Segunda Guerra Mundial.

El estrecho de Nueva Georgia es el canal de agua que divide longitudinalmente el archipiélago de las Islas Salomón en dos partes. Está bordeado, al noreste, por las islas Choiseul, Santa Isabel y las Islas Florida; y, al suroeste, por las de Vella Lavella, Kolombangara, Nueva Georgia y las islas Russell. Las islas de Bougainville y Guadalcanal marcan el inicio del estrecho por el oeste y este respectivamente.
La volcánica isla de Savo es el único accidente geográfico digno de mención en el estrecho.
Durante la Segunda Guerra Mundial el estrecho era conocido por los aliados como the Slot, la ranura, debido a su forma geográfica y el elevado tráfico de buques de guerra. Los convoyes marítimos de Japón que transportaban regularmente tropas y material a través de sus aguas recibieron el nombre de Tokyo Express. Entre 1942 y 1943 se produjeron numerosas batallas navales en el estrecho en las que participaron la Armada de los Estados Unidos, la Armada Real Australiana, la Real Armada de Nueva Zelanda y la Armada Imperial Japonesa.